# Harriet Rücknagel
Harriet Rücknagel (* 1988) ist eine ehemalige deutsche Mountainbikerin, die im Downhill aktiv war.

## Werdegang
Von 2006 bis 2009 wurde Rücknagel viermal in Folge Deutsche Vizemeisterin, im Jahr 2010 gewann sie erstmals den Titel, den sie bis 2014 viermal verteidigte. Von 2009 bis 2014 startete sie im UCI-Mountainbike-Weltcup und erzielte regelmäßig Platzierungen zwischen Platz 10 und 20, ihre beste Einzelplatzierung war ein 7. Platz in der Saison 2011.
Daneben startete Rücknagel regelmäßig im IXS German Downhill Cup sowie im IXS European Downhill Cup, wo sie mehrfach Erfolge einfahren konnte. Ihr bestes Ergebnis bei internationalen Meisterschaften war ein 7. Platz bei den UEC-Mountainbike-Europameisterschaften 2016.

## Erfolge
2010
- Deutsche Meisterin – Downhill

2011
- Deutsche Meisterin – Downhill

2012
- Deutsche Meisterin – Downhill

2013
- Deutsche Meisterin – Downhill

2014
- Deutsche Meisterin – Downhill